# Estnischer Fußballpokal 1994/95
Der Estnische Fußballpokal 1994/95 war die insgesamt fünfte Austragung des estnischen Pokalwettbewerbs der Männer und die dritte nach der Wiedererlangung der Unabhängigkeit von der Sowjetunion 1991. Das Finale fand am 22. Juni 1995 statt.
Pokalsieger wurde der FC Flora Tallinn. Titelverteidiger FC Norma Tallinn schied im Viertelfinale aus. Da Flora auch die Meisterschaft gewann, qualifizierte sich der unterlegene Finalist FC Lantana/Marlekor für den Europapokal der Pokalsieger 1995/96.

## 1. Runde
|                      | Ergebnis |                    |
| -------------------- | -------- | ------------------ |
| MSK Viljandi         | 2:1      | KSK KESPO Kehtna   |
| JK Muuga Sadam       | 1:0      | JK Merkuur Tartu   |
| Kärdla Linnameeskond | 02:12    | JK Tallinn         |
| Lokomotiv Valga      | 0:3      | FC Lelle           |
| JK Järvamaa          | 1:4      | Kopli SK Tallinn   |
| JK Pärnu Tervis      | 3:2      | Dünamo Tallinn     |
| Viljandi JK Tulevik  | 3:1      | JK Vall            |
| FC Belta Tallinn     | 3:5      | JK Sport Põltsamaa |

## Achtelfinale
Die acht Teams der Meistriliiga (FC DAC Tartu, FC Flora Tallinn, FC Norma Tallinn, FC Lantana/Marlekor, Tallinna Sadam, JK Eesti Põlevkivi Jõhvi, Pärnu JK und JK Trans Narva) stiegen in dieser Runde ein und traten alle auswärts an.
|                     | Ergebnis |                          |
| ------------------- | -------- | ------------------------ |
| MSK Viljandi        | 0:8      | Pärnu JK                 |
| Kopli SK Tallinn    | 00:10    | FC Lantana/Marlekor      |
| JK Pärnu Tervis     | 0:2      | FC Norma Tallinn         |
| Viljandi JK Tulevik | 7:0      | FC DAC Tartu             |
| JK Muuga Sadam      | 0:7      | FC Flora Tallinn         |
| FC Lelle            | 0:1      | JK Eesti Põlevkivi Jõhvi |
| JK Tallinn          | 0:6      | Tallinna Sadam           |
| JK Sport Põltsamaa  | 1:9      | JK Trans Narva           |

## Viertelfinale
|                  | Gesamt |                          | Hinspiel | Rückspiel |
| ---------------- | ------ | ------------------------ | -------- | --------- |
| Pärnu JK         | 02:14  | FC Lantana/Marlekor      | 0:6      | 2:8       |
| FC Flora Tallinn | 6:2    | JK Eesti Põlevkivi Jõhvi | 4:2      | 2:0       |
| Tallinna Sadam   | 8:2    | Viljandi JK Tulevik      | 4:1      | 4:1       |
| FC Norma Tallinn | 1:3    | JK Trans Narva           | 1:1      | 0:2       |

## Halbfinale
|                     | Gesamt |                  | Hinspiel | Rückspiel |
| ------------------- | ------ | ---------------- | -------- | --------- |
| Tallinna Sadam      | 0:6    | FC Flora Tallinn | 0:3      | 0:3       |
| FC Lantana/Marlekor | 3:1    | JK Trans Narva   | 2:1      | 1:0       |

## Finale
| Paarung             | FC Flora Tallinn – FC Lantana/Marlekor |
| Ergebnis            | 2:0 (0:0) |
| Datum               | 22. Juni 1995 |
| Stadion             | Kadrioru staadion, Tallinn |
| Zuschauer           | 600 |
| Schiedsrichter      | Jüri Saar |
| Tore                | 1:0 Marko Kristal (59.) 2:0 Ricardas Zdancius (72.) |
| FC Flora Tallinn    | Algimantas Briaunys – Marek Lemsalu, Urmas Kirs, Toomas Kallaste, Indro Olumets – Viktor Alonen, Risto Kallaste, Tarmo Linnumäe (73. Mati Pari), Martin Reim (84. Lembit Rajala) – Toomas Krõm (26. Ricardas Zdancius), Marko Kristal Cheftrainer: Roman Ubakivi |
| FC Lantana/Marlekor | Oleg Andrejev – Andrei Krasnopjorov (53. Leonid Kurilov), Igor Prins, Eduard Vinogradov, Urmas Hepner – Sergei Bragin, Andrei Borissov, Maksim Gruznov, Juri Lebret – Olegas Bobrickis, Aleksei Kapustin Cheftrainer: Anatoli Belov                              |
| Gelbe Karten        | keine – Igor Prins, Andrei Borissov, Aleksei Kapustin |